# Bureau de nuit
Bureau de nuit (en anglais, Office at Night ) est un tableau du peintre américain Edward Hopper réalisé en 1940. Cette peinture à l'huile sur toile est une scène de genre représentant un homme et une femme travaillant de nuit dans un bureau. Donnée par legs en 1948, elle est conservée au Walker Art Center de Minneapolis, dans le Minnesota.

## Description
Un homme blond vêtu d'un manteau gris, une femme (Shirley) vêtue d'une robe bleue, col blanc... beaucoup de rouge à lèvres, s'affairent dans un bureau ` aux murs blancs, limité à droite par le bord d'une fenêtre couleur mastic, à gauche par une cloison en bois foncé avec porte et carreaux de verre cathédrale. Ils en occupent l'espace sans être relégués à l'arrière-plan.
L'œuvre est annotée « Confidentiellement vôtre » « Bureau 1005 » par Hopper lui-même dans ses commentaires écrits sur l'œuvre  dans son inventaire comportant également un croquis de la toile finalisée avant qu'elle ne quitte son atelier.